# Giovanni Michelotti

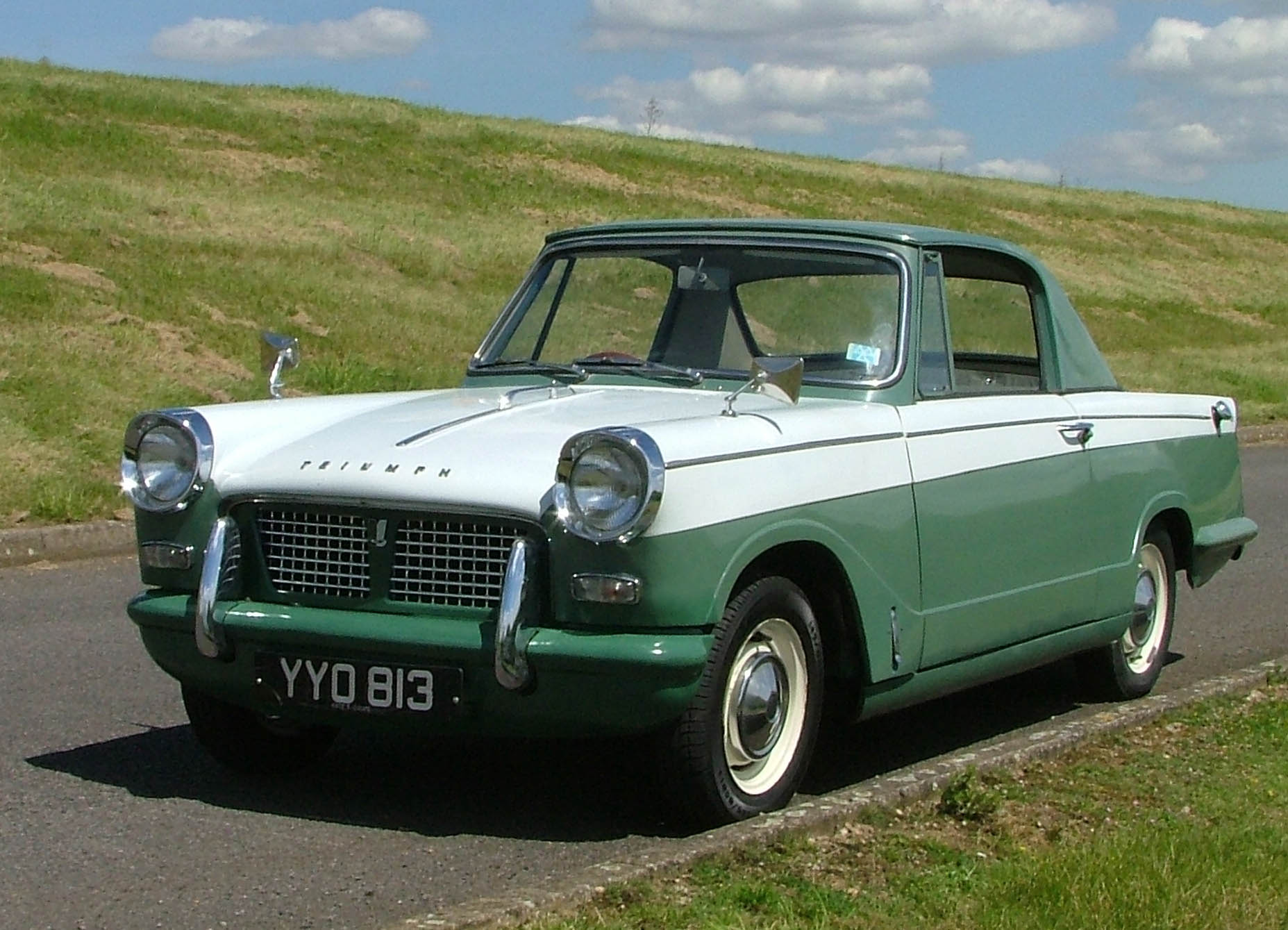
Triumph Herald

Giovanni Michelotti (6 de octubre de 1921 - 23 de enero de 1980) fue un diseñador de automóviles italiano, conocido por la amplia repercusión de su trabajo en las décadas de 1960, 1970 y 1980.

## Biografía
Nacido en Turín, Italia, Michelotti trabajó para diversos carroceros, incluidos Stabilimenti Farina, Vignale, Ghia-Aigle, Scioneri, Monterosa, Viotti y Allemano, antes de abrir su propio estudio de diseño en 1959.
Convertido en uno de los diseñadores más prolíficos de automóviles deportivos del siglo XX, sus contribuciones más notables fueron para las marcas Ferrari, Lancia, Maserati y Triumph. También estuvo asociado con el diseño de camiones para Leyland Motors y para British Leyland (incluido el autobús Leyland National) después de la fusión de Leyland y BMC. 
Hacia el final de su vida, cuando se le preguntó si alguna vez había diseñado algo más que automóviles, Michelotti reconoció que prácticamente todo su trabajo de diseño se había centrado en los automóviles, aunque admitió haber diseñado una máquina de café poco después de la Segunda Guerra Mundial.

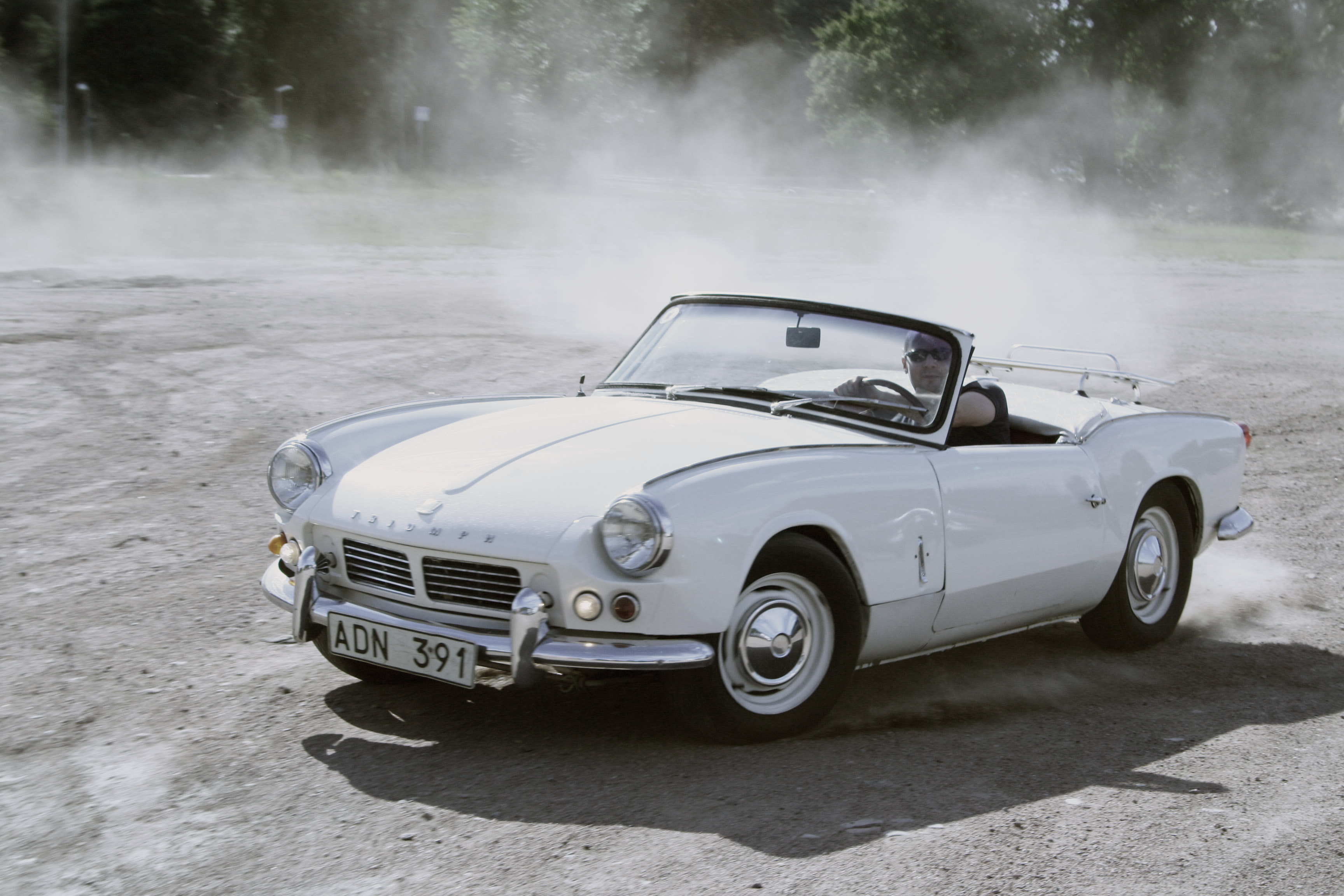
Triunph Spitfire 4 Mark 2

Falleció a los 58 años a causa de un cáncer el 23 de enero de 1980. El Reliant Scimitar SS1, que es considerado su último diseño, se lanzó cuatro años después.

## Ferrari

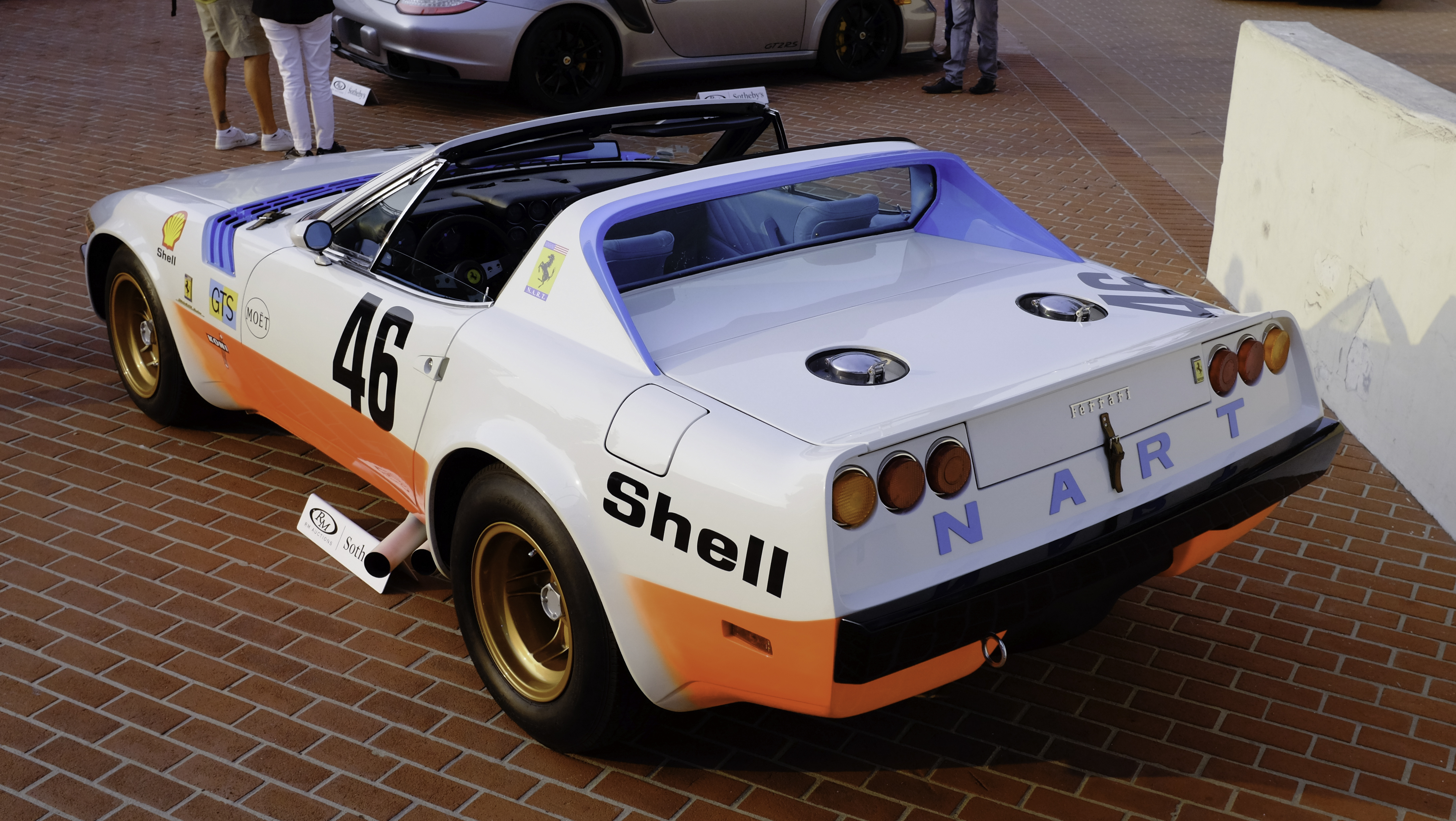
Ferrari 365 GTB/4 NART Spider Competizione de 1972, con carrocería de Michelotti

- Ferrari 166 Inter Cupé y Cabriolet para Stabilimenti Farina; Cupé para Ghia; Cupé para Vignale

- Ferrari 166 MM Cupé y Spider para Vignale
- Ferrari 212 Inter Cupé, Spider y Cabriolet para Ghia; Cupé, Spider y Convertible para Vignale; Cupé para Ghia-Aigle
- Ferrari 212 Export Barchetta, Spider, Convertible y Cupé para Vignale
- Ferrari 225 S Cupé y Spider para Vignale
- Ferrari 250 S Cupé para Vignale
- Ferrari 250 MM Cupé y Spider para Vignale
- Ferrari 250 Europa Cupé y Spider para Vignale
- Ferrari 250 Europa GT Cupé para Vignale
- Ferrari 340 América Cupé y 2+2 Cupé para Ghia; Cupé y Spider para Vignale
- Ferrari 340 México Cupé y Spider para Vignale
- Ferrari 340 MM Spider para Vignale (uno de eloos posteriormente actualizado a las especificaciones del 375 MM)
- Ferrari 342 América Convertible para Vignale
- Ferrari 625 TF Cupé y Spider para Vignale
- Ferrari 375 MM Cupé para Ghia
- Ferrari 375 América Cupé para Vignale
- Ferrari 330 GT Michelotti Cupé
- Ferrari 400i Meera S (1983)[5][6]
- Ferrari 365 GTB/4 Michelotti NART Spyder (re-carrozado de un Ferrari 365 GTB/4 existente encargado por Luigi Chinetti, 3 construidos para uso en carretera)[7][8]
- Ferrari 365 GTB/4 Michelotti NART Spyder Competizione (recarrozado de un Ferrari 365 GTB/4 existente encargado por Luigi Chinetti, uno construido para la entrada de NART en las 24 Horas de Le Mans de 1975 )
- Ferrari 275 P Speciale (recarrozado de un 275 P existente encargado por Luigi "Coco" Chinetti Jr. y Robert Peak)[9]

## Maserati
- Maserati A6G / 54 2000 Allemano Cupé
- Maserati 3500 GT Spyder, para Vignale
- Maserati 5000 GT Cupé, para Carrozzeria Allemano y Carrozzeria Michelotti
- Maserati Sebring (1962, para Vignale)[10]

## Standard Triumph

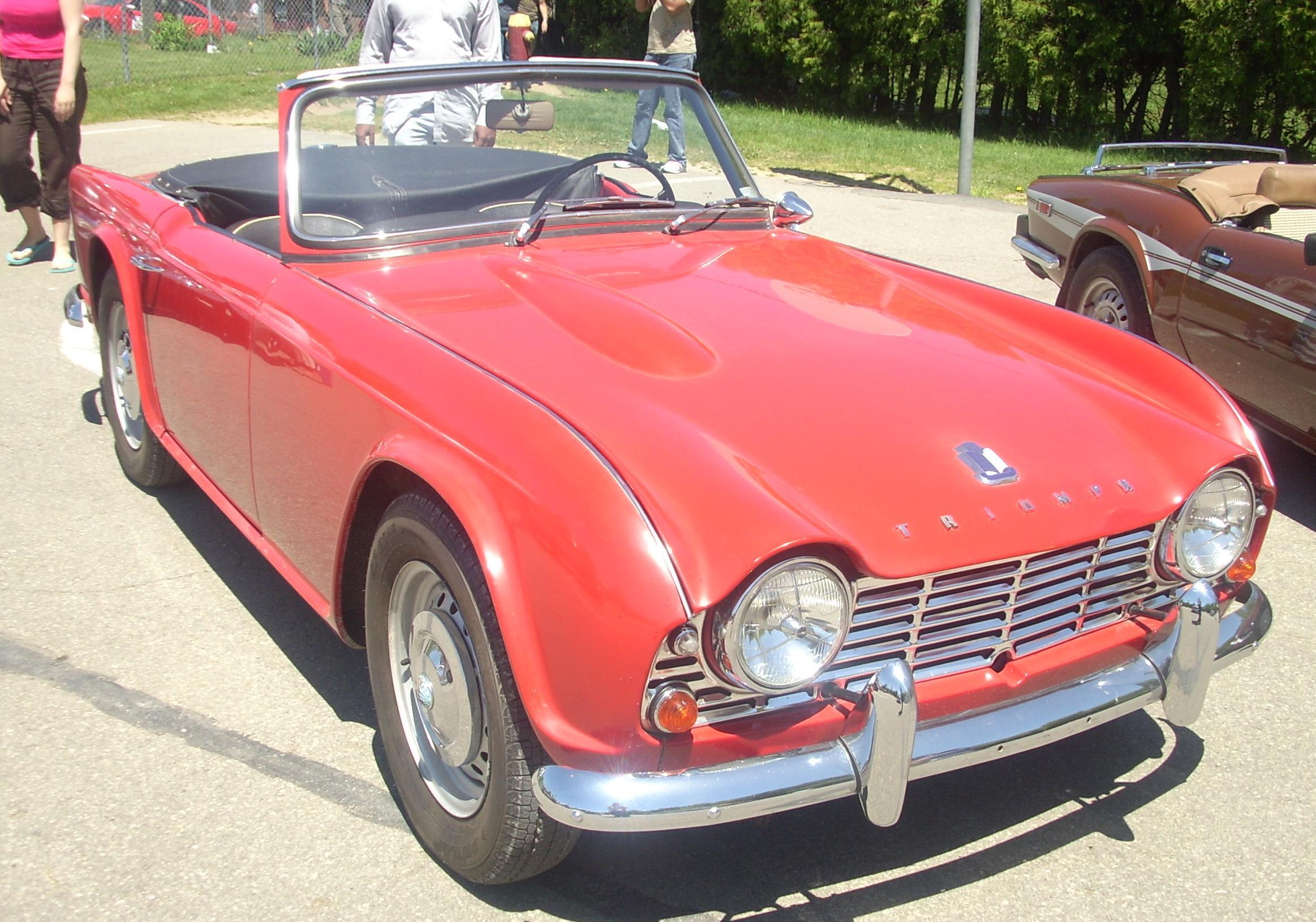
Triumph TR4

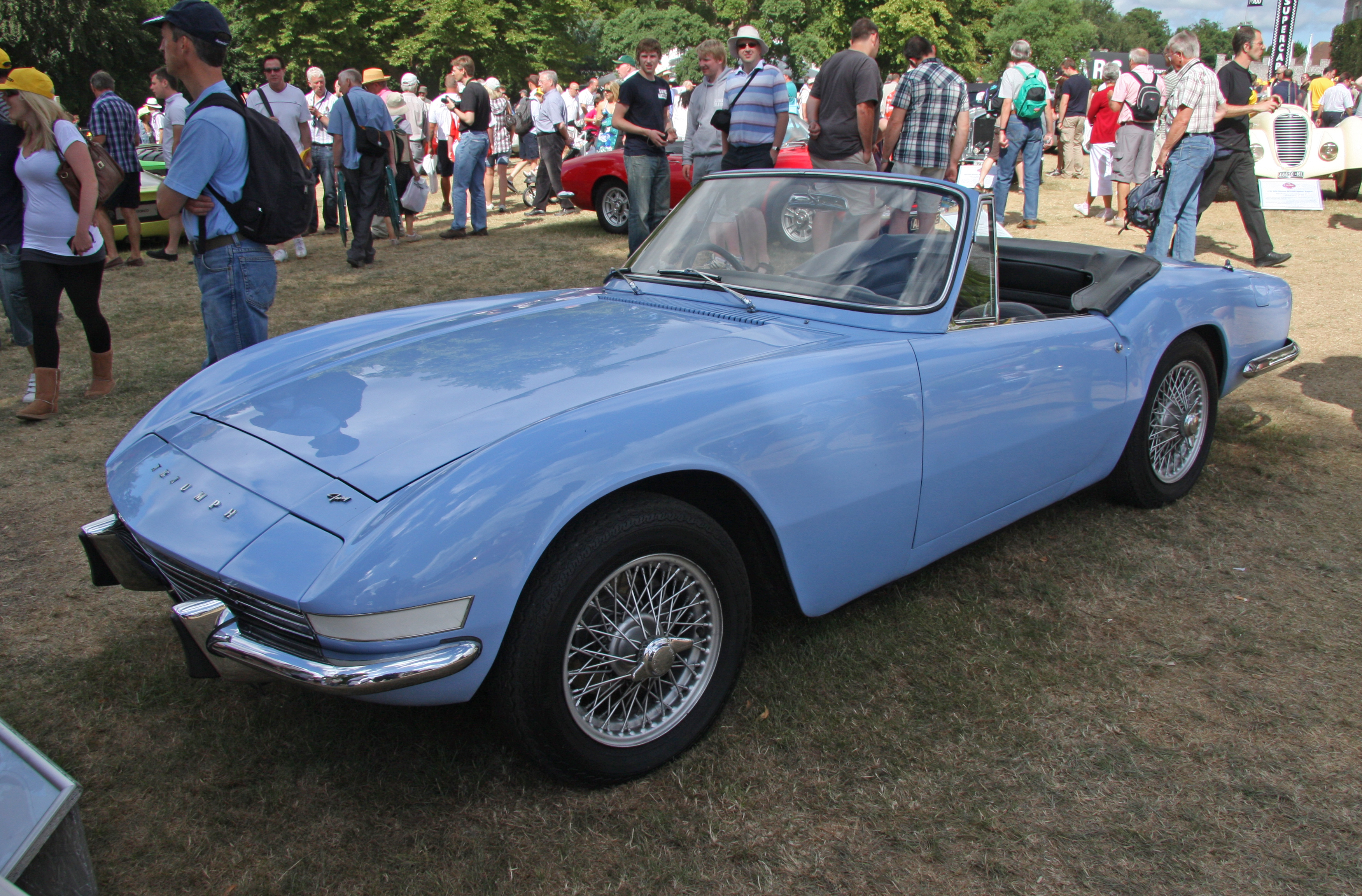
Triumph Fury

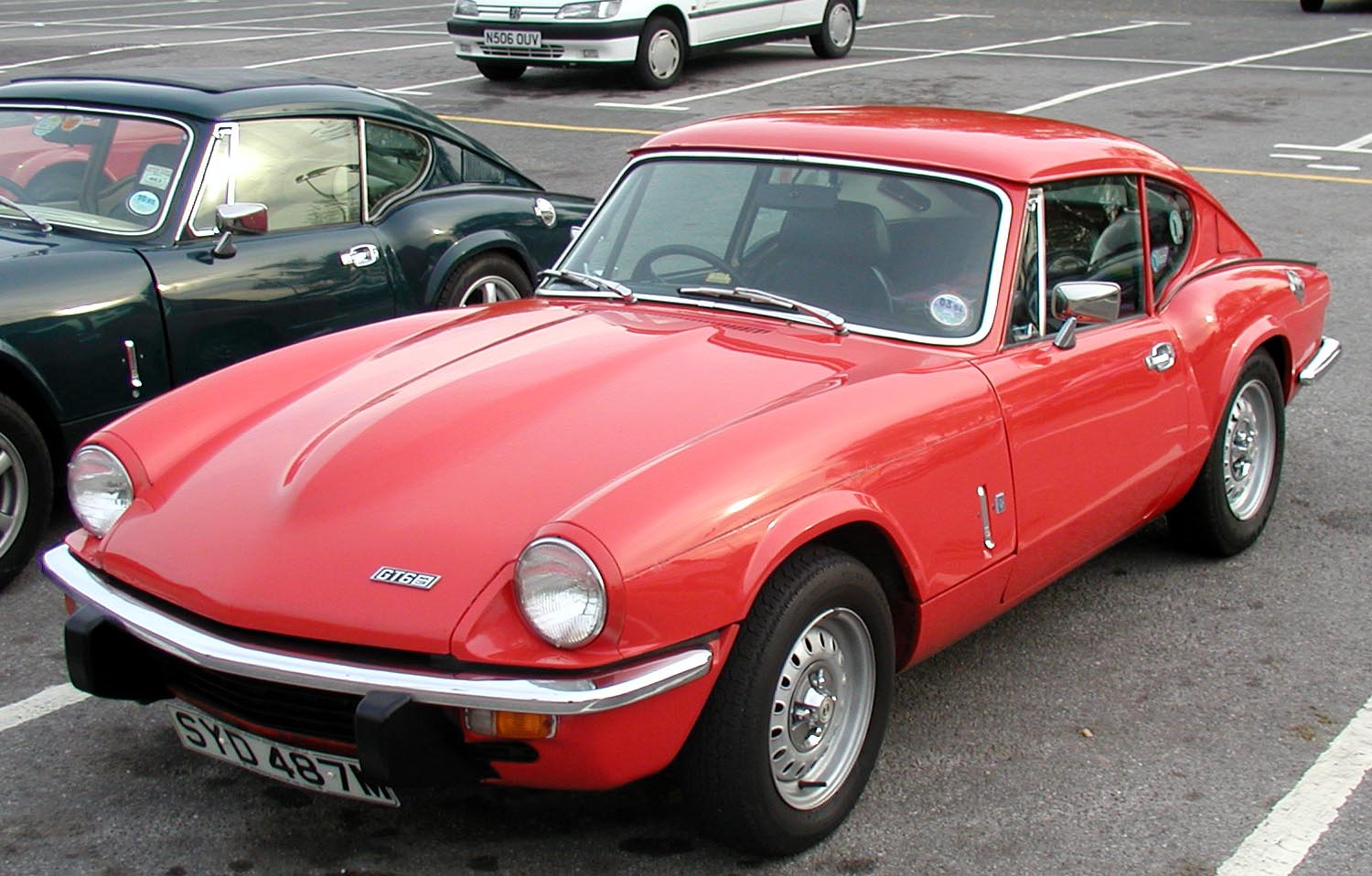
Triumph GT6

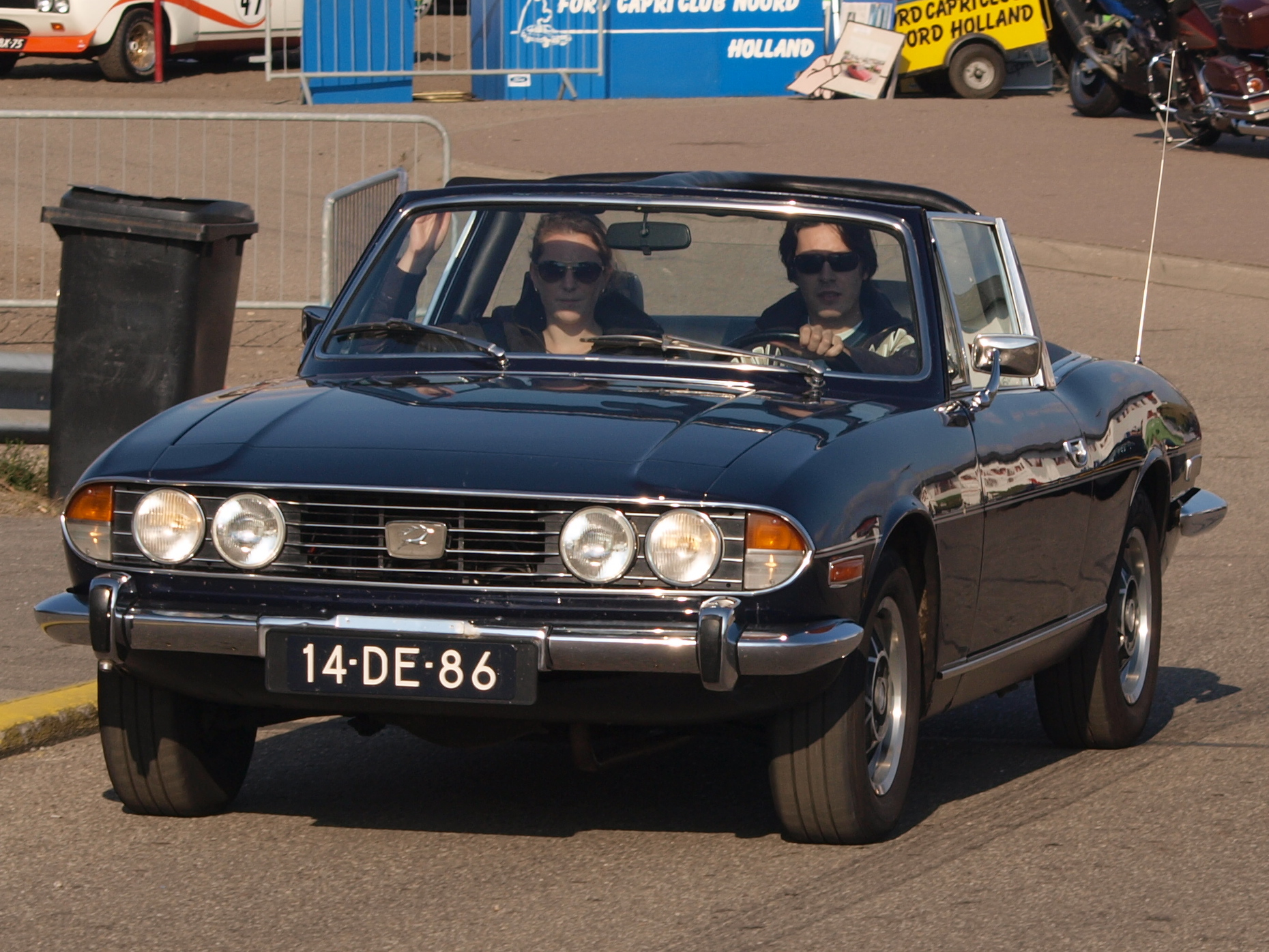
Triumph Stag (1970)

Desde finales de la década de 1950, Michelotti fue responsable de todos los nuevos modelos producidos por la compañía británica Standard Triumph, comenzando con una puesta al día del Standard Vanguard y pasando a diseñar modelos para Triumph como los Herald, Spitfire, GT6, TR4, 2000, 1300, Stag y Dolomite. También creó una serie de prototipos que no entraron en producción, como el Fury. Los únicos Triumph que no salieron de su mesa de dibujo después de 1960 fueron el TR6 y el TR7, además del Acclaim (basado en un Honda). 

## British Leyland
Después de que la empresa matriz de Triumph, Leyland Motors, se convirtiera en parte de British Leyland, Michelotti emprendió una renovación del BMC 1100, que se convirtió en el Austin Victoria fabricado en España y en el Austin Apache producido en Sudáfrica. También diseñó el autobús Leyland National y el Leyland P76 de fabricación australiana. 

## Scammell

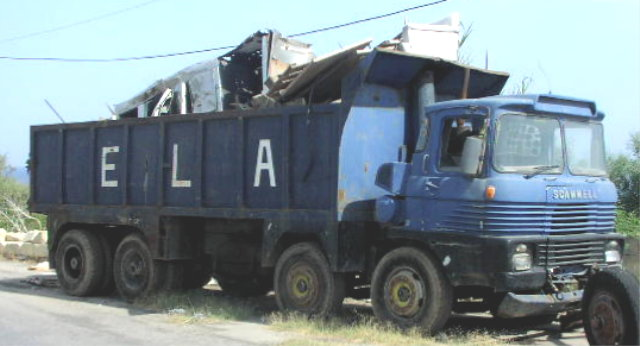
Volquete Scammell Routeman 8x4, con la cabina de GRP diseñada por Michelotti

En la década de 1960, Michelotti diseñó una cabina de plástico reforzado con fibra de vidrio (GRP) para algunos camiones fabricados por Scammell, que se había convertido en parte de Leyland Motors en 1955. La cabina se utilizó para los modelos Routeman, Handyman y Trunker. El Townsman también tenía una cabina diseñada por MIchellotti. 

## BMW
La asociación de BMW con Giovanni Michelotti comenzó con el BMW 700 (1959) y más tarde con la exitosa serie de diseños BMW New Class, de los cuales el más notable es el BMW 2002. Sus diseños de sedán deportivo más tarde se convirtieron en el lenguaje de diseño de BMW, que fue continuado y refinado por Ercole Spada hasta la década de 1980.

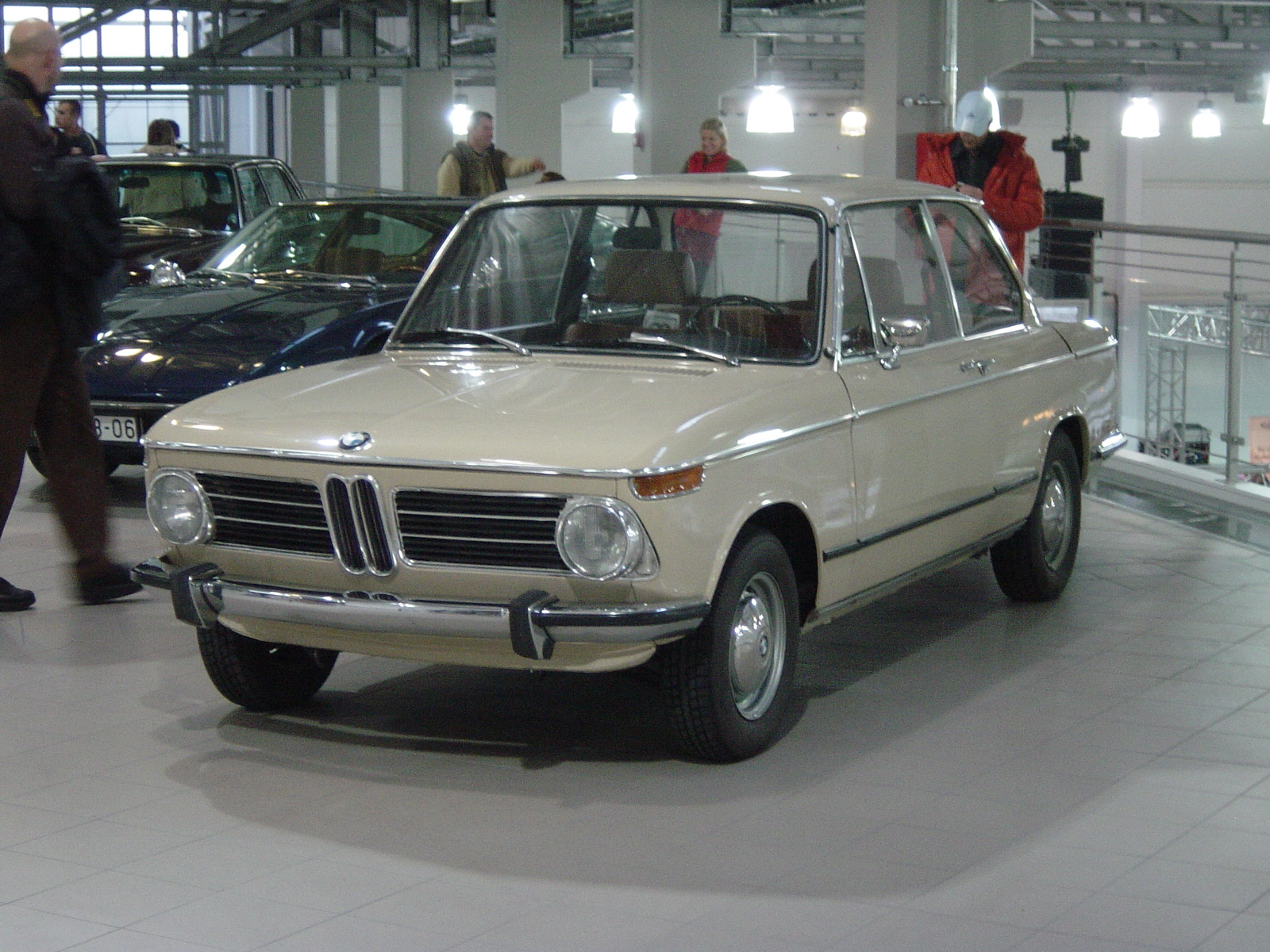
BMW serie 02 (1966)

## DAF/Volvo

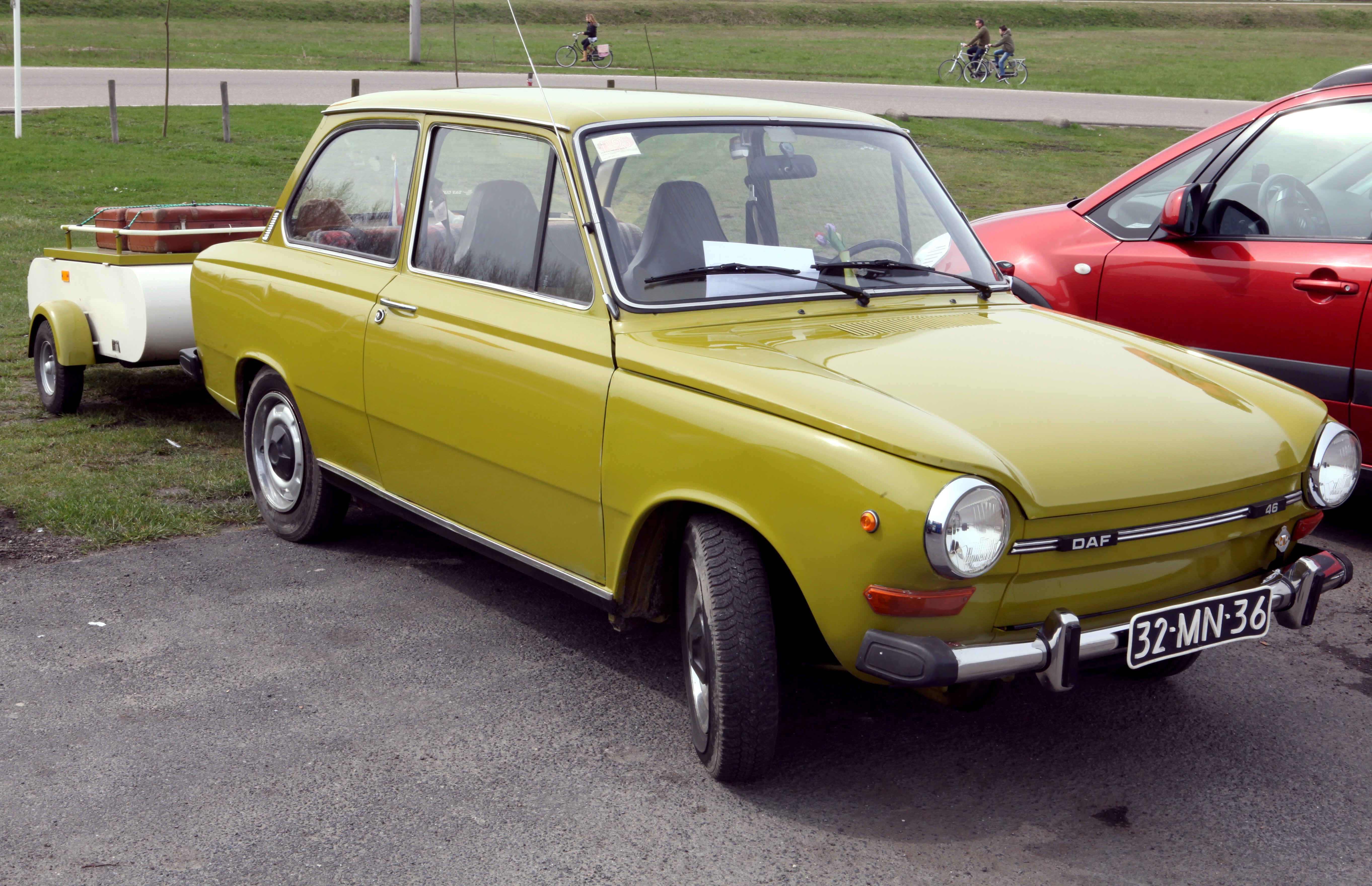
DAF 46, rediseño casi sin cambios a partir del DAF 44

Michelotti también trabajó con la firma neerlandesa DAF, comenzando en 1963 con el rediseño del antiguo modelo Daffodil 31 reconvertido en el Daffodil 32. El coche de playa Shellette también se desarrolló originalmente para utilizar los soportes DAF. El DAF 44 (1966) fue un diseño completamente nuevo de su mano y también ayudó a formar sus derivados, que culminaron en el Volvo 66 (1975). Basándose en el DAF 55, Michelotti diseñó el prototipo DAF Siluro.

## Trabajos propios

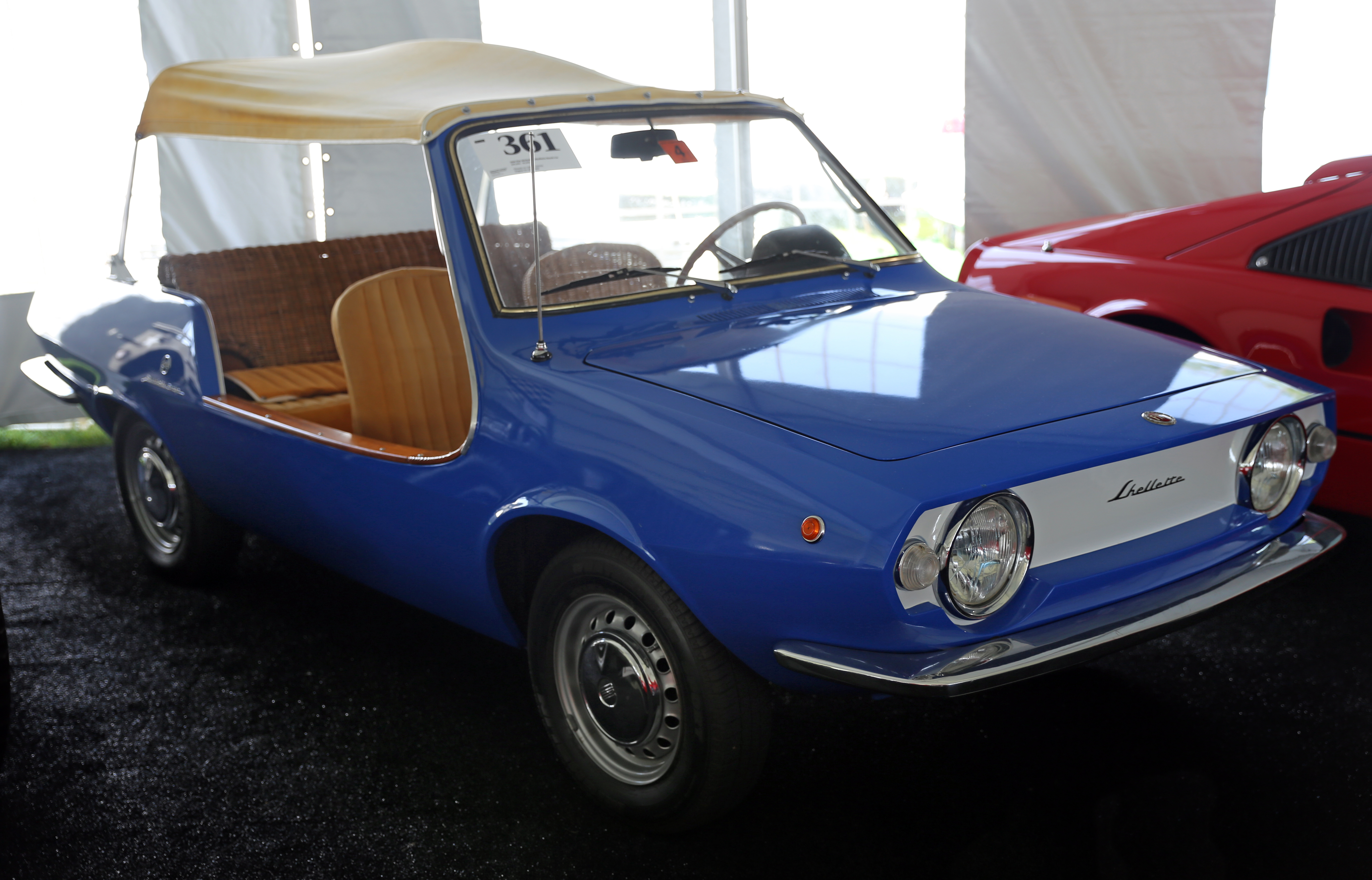
Michelotti Shellette (1969)

Michelotti presentó algunos automóviles con su propio nombre. El "Shellette" era un coche playero con asientos y tablero de mimbre, con el espíritu de los Fiat 500 y 600 "Jolly" ideados por Ghia, pero proyectados en colaboración con el diseñador de yates Philip Schell. Originalmente construido con bases DAF, más tarde se utilizó la mecánica del Fiat 850. A diferencia del Ghia Jolly, el Shellette disponía de una potencia de 47 caballos de vapor (34,6 kW), que lo convertían en un automóvil razonablemente útil, capaz de alcanzar una velocidad de crucero de 60 millas por hora (96,6 km/h). Además, estaba equipado con un calefactor y con varias otras comodidades. Solo se construyeron unas 80 unidades, de las que todavía se conservan unas diez. Entre los compradores famosos de este vehículo figuran la familia real holandesa (que utilizó un Shellette con base DAF en su propiedad de verano en Porto Ercole), y Jacqueline Onassis (quien empleó un modelo posterior del Shellette en la isla privada de los Onassis, Skorpios).
Alrededor de 1980, apareció el "Every", un vehículo ligero de estilo buggy, basado en el Fiat 127. Michelotti también comercializó una versión de lujo del Daihatsu Taft. En 1985 se presentó el Michelotti PAC, un prototipo de un automóvil urbano único (PAC = "Project Automotive Commuter") basado en el Daihatsu Cuore.

## Otros fabricantes
Entre sus diseños para otras compañías, figuran los trabajos siguiente (relación incompleta): 

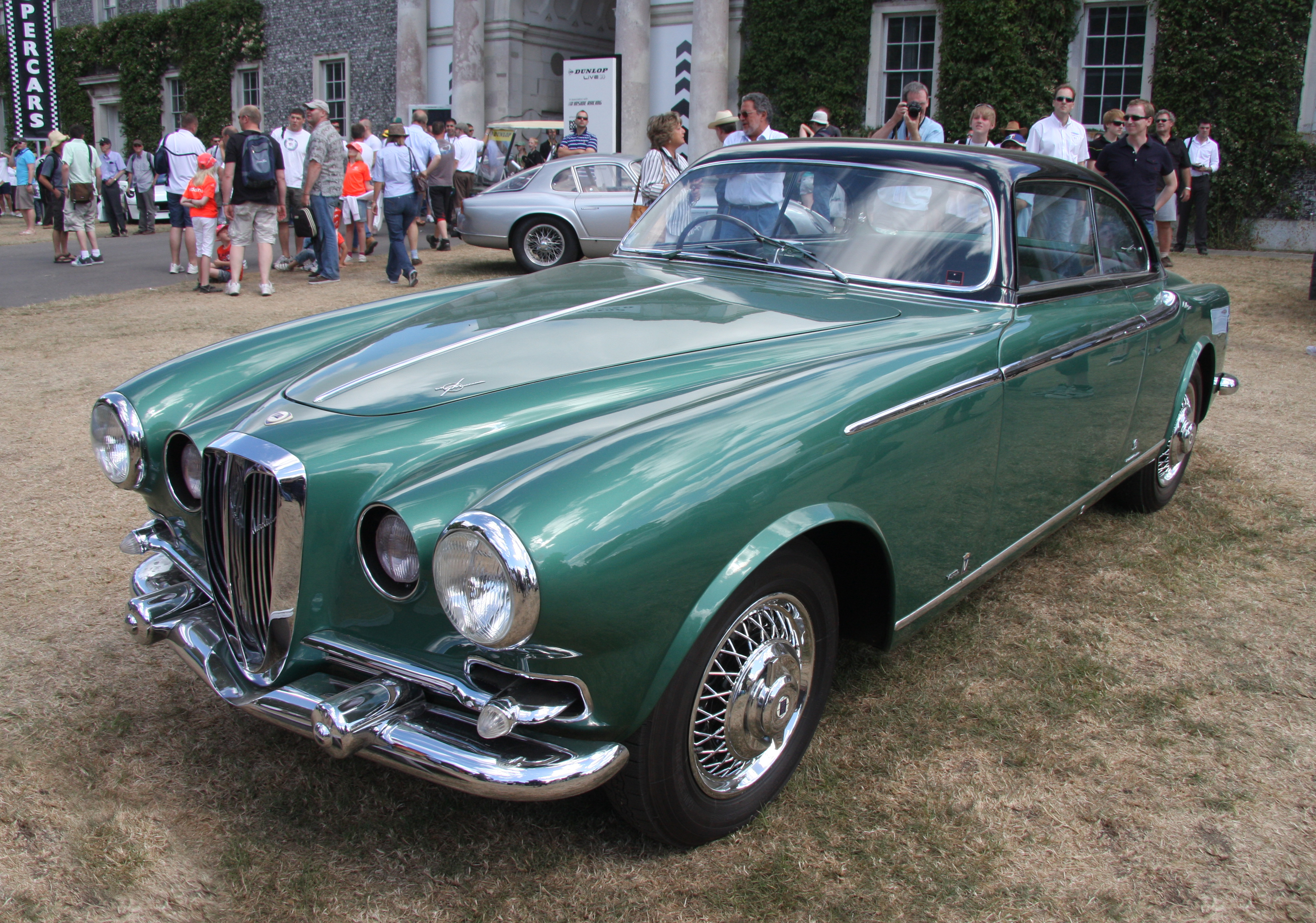
Lancia Aurelia B52

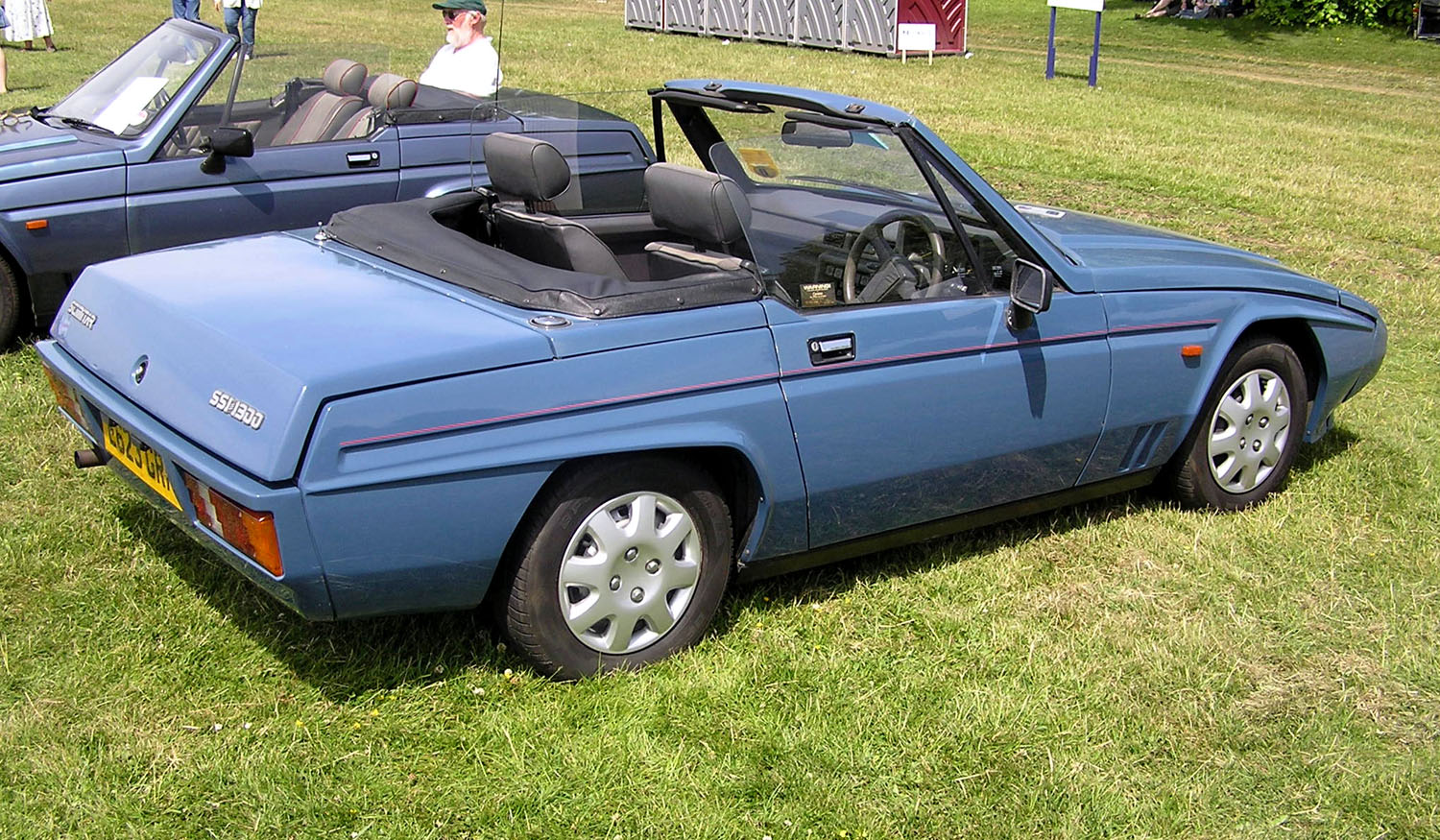
Scimitar SS1

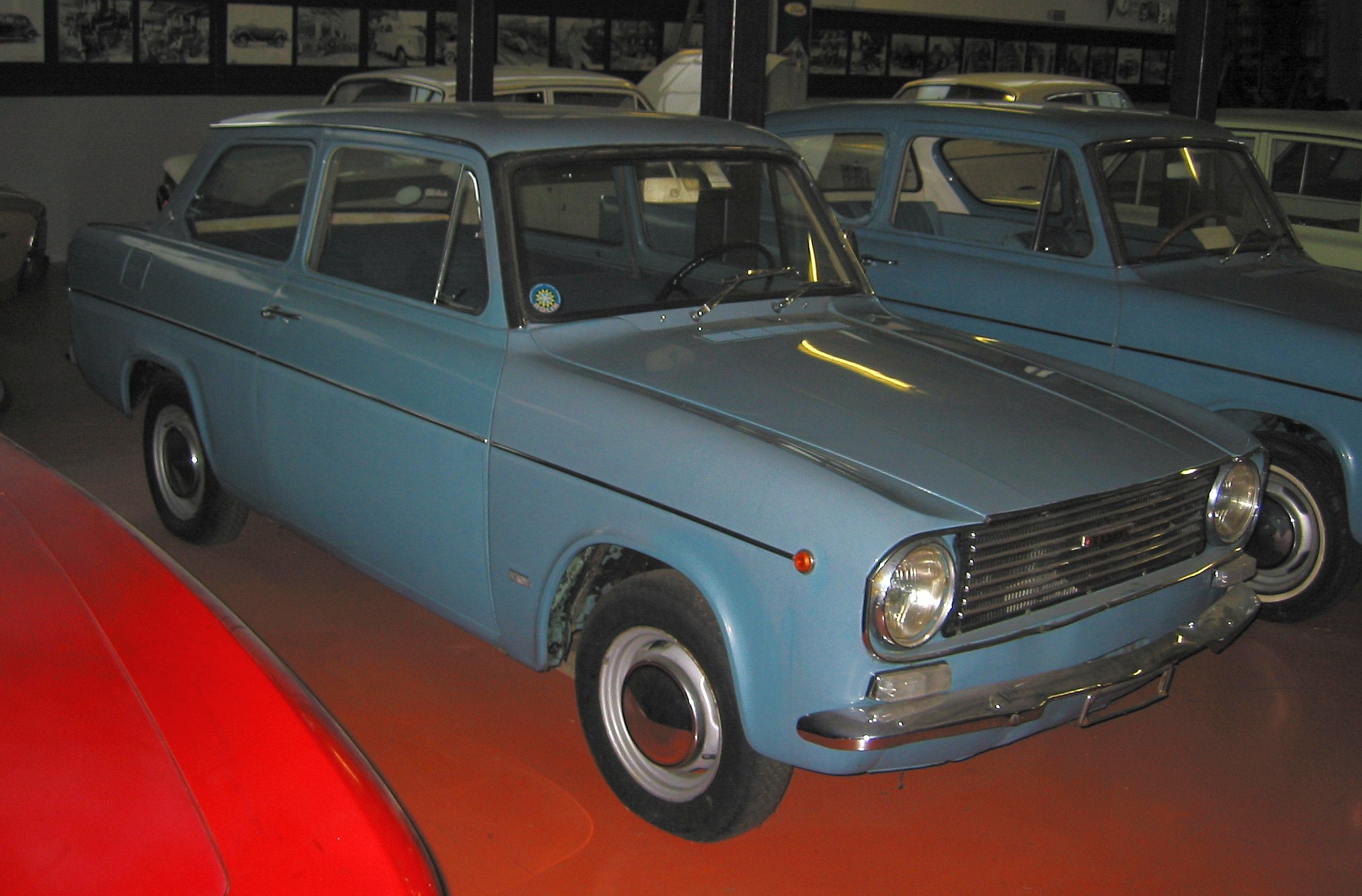
Ford Anglia Torino 105E

- Alfa Romeo Giulietta Sprint Veloce 'Goccia' (1961)
- Alfa Romeo 2600 Berlina De Luxe para OSI
- Alfa Romeo 2000 Cupé Vignale
- Bugatti Tipo 252
- Carrocería del Duple Dominant II
- Matra 530 (rediseño de 1970)
- Alpine A106 (1955)
- Alpine A108
- Alpine A110
- Lancia Aprilia Cupé (1949)
- Lancia Appia Convertible (1957)
- Lancia Flavia Vignale Convertible
- Lancia Aurelia B50 y B52 Vignale Cupé
- Lancia Aurelia B53 Allemano Cupé
- Lancia Aurelia Nardi Blue Ray 1 y 2, para Vignale
- Prototipo Lola Ultimo
- Hino Contessa Sprint 900 (1962)
- Hino Contessa 1300 (1965)
- Prince Skyline Sport (1960)
- Armstrong Siddeley (un automóvil único basado en el chasis Sapphire 234 para un cliente español).
- Reliant Scimitar SS1 (1984), que fue su último diseño en alcanzar la producción, cuatro años después de su muerte.
- Fiat 8V Cupé, Convertible y Demon Rouge para Vignale
- Siata 208S (Bertone)
- Ford Anglia Torino 105E